# Suicidal
Suicidal è un singolo del rapper statunitense YNW Melly, pubblicato il 13 marzo 2020 come secondo estratto dall'album di debutto Melly vs. Melvin. Il brano ha raggiunto la posizione numero 20 nella Billboard Hot 100.

## Tracce
1. Suicidal – 3:42

## Remix
Il remix del singolo, che vede la collaborazione di Juice Wrld, è stato pubblicato il 13 marzo 2020.

### Tracce
1. Suicidal (Remix) (feat. Juice Wrld) – 3:45